# Херрнштайн (замок)
Херрнштайн (нем. Burg Herrnstein) — средневековый замок на вершине холма в коммуне Руппихтерот в районе Рейн-Зиг в земле Северный Рейн-Вестфалия, Германия.

## История

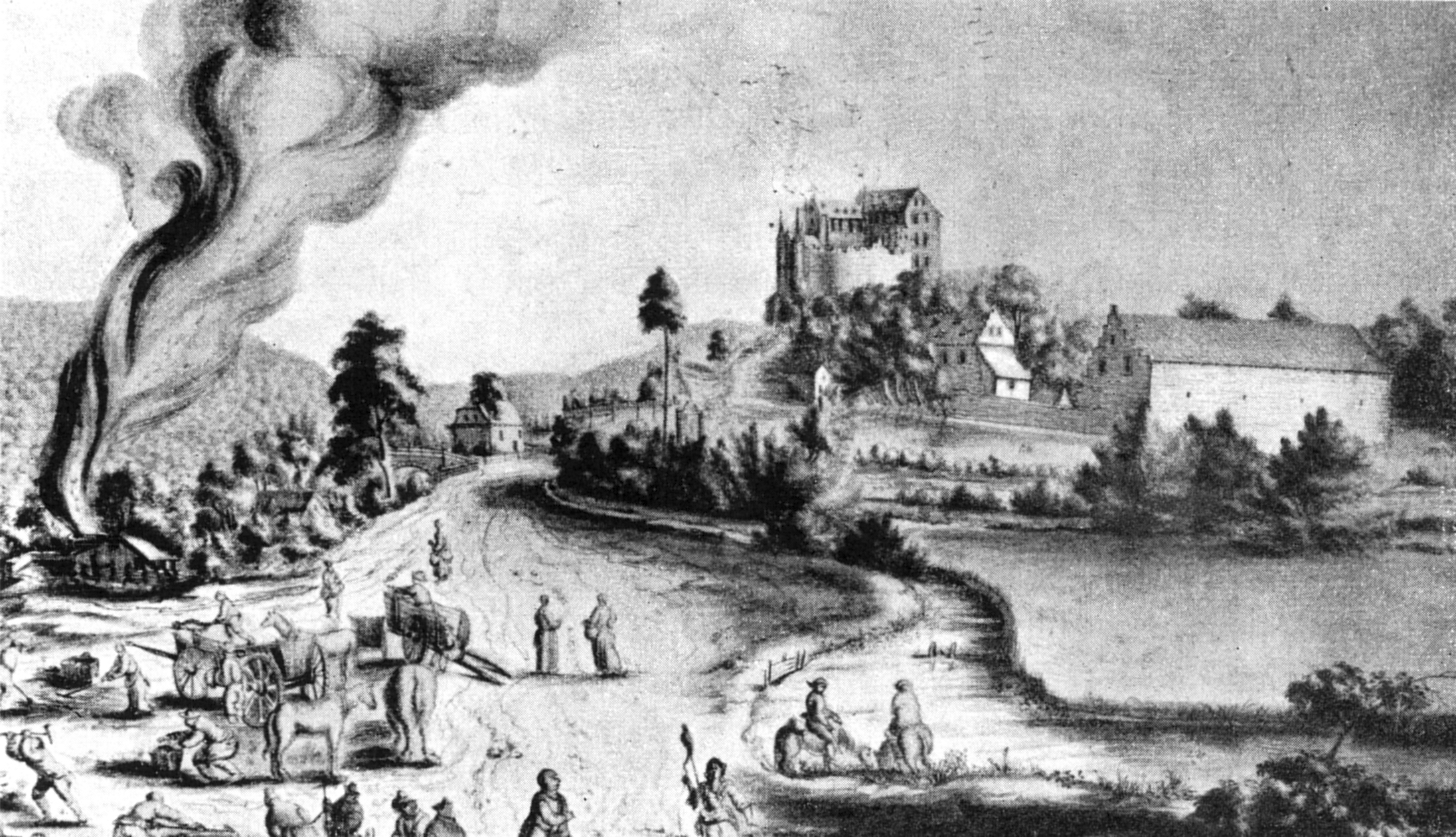
Замок Херрнштайн на рисунке первой половины XVIII века

Нынешний замок Херрнштайн появился на месте простого укрепленного дома, который построили около 1300 года семья мелких дворян фон Штайн. Впервые имя владельцев здания упомянуто в документах от 15 ноября 1370 года. Речь шла о том, что от граф Вильгельм II фон Берг (позднее герцог Вильгельм I фон Берг) подтверждает права Иоганна фон Штайна на владение замком Херрнштайн в качестве феода. 
С 1436 года окрестные земли принадлежали роду фон Нессельроде. Новые собственники превратили замок в одну из своих резиденций и административный центр имения. Жилые здания были обнесены кольцевой стеной в угловыми башнями. В результате многочисленных перестроек и реконструкций укреплённый дом превратился в сильный замок. 
Со временем Херрншатйн обветшал и пришёл в упадок, но продолжал оставаться во владении фон Нессельроде.
Граф Иоганн Франц Йозеф фон Нессельроде-Райхеншатйн († 1824) решил возродить резиденцию. Около 1800 значительная часть сооружений была восстановлена. Дальнейшие строительные работы, проводившиеся в XIX веке, придали замку современный вид. Сохранились любопытные сведения об обитателях замка в 1809 году. Согласно документам в нём проживали «четыре католика и 17 лютеран».
Замыслы Иоганна Франца продолжил внук граф Феликс Дрост цу Фишеринг, который согласно завещанию деда стал владельцем резиденции. Его права были подтверждены королевским указом от 4 октября 1826 года с правом использовать герб пресёкшегося по мужской линии рода фон Нессельроде-Райхенштейн. Феликс стал основателем линии графов Дросте цу Вишеринг фон Нессельроде-Райхенштайн. Представители этой семьи и поныне владеют замков Херрншатйн. Кроме того в их собственности небольшой замок Мертен.

## Расположение
Замок находится на высоте 124,59 метра над уровнем моря в долине речки Брёль в южной части каменистой возвышенности. Особо крутые склоны замковый холм имеет с западной и восточной стороны.

## Описание
Среди построек замка сохранились частично фрагменты самых старых сооружений (части подвалов и северной внешней стены). В более поздних постройках явственно видно влияние стиля барокко (оконные ниши, конструкция крыши и лестницы). Некоторые хозяйственные здания были специально перестроены в XX веке в средневековом стиле.  
Характерной чертой замка Хернштайн большое количество элементов в фахверковом стиле. Особенно сооружения верхних этажей восточных фасадов усадьбы. Причём здание поднимаются высоко над внешней крепостной стеной и хорошо видны снаружи. 
С южной стороны, где уклон холма не такой крутой, находились вход в замок и форбург, оборонительные сооружения которого усиливали две оригинальные башни. Кроме того, в прежние времена замок защищала система глубоких рвов и прудов.

## Современное использование
В настоящее время в замке проживают представители семьи графов Дросте цу Вишеринг фон Нессельроде-Райхенштайн. Однако осмотр замка туристами, включая проход во внутренний двор, разрешается первую субботу каждого месяца. Правда, посещение внутренних помещений не предусмотрено. 

## Галерея

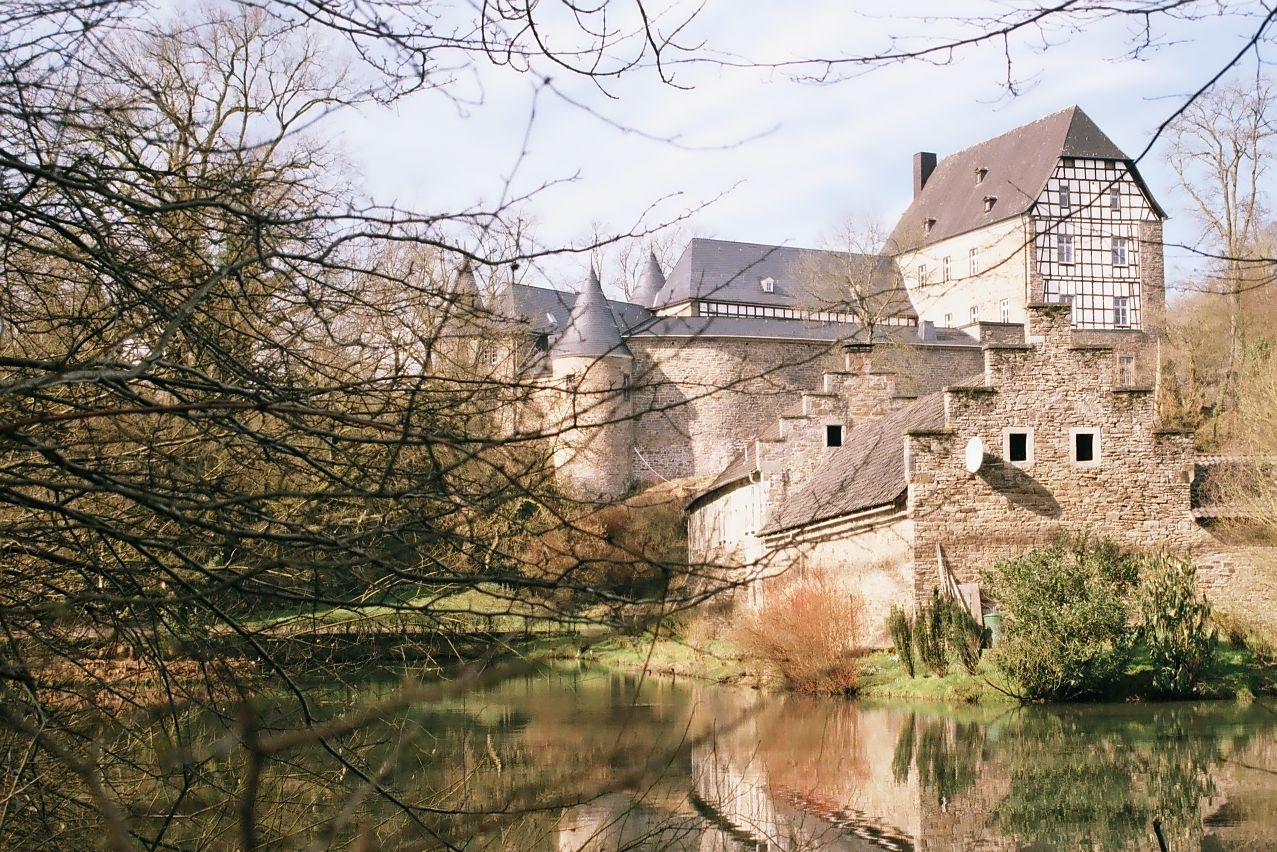
Вид замка с восточной стороны
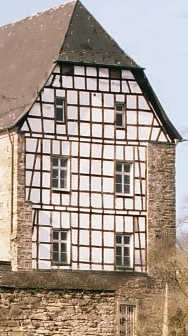
Главное жилое здание
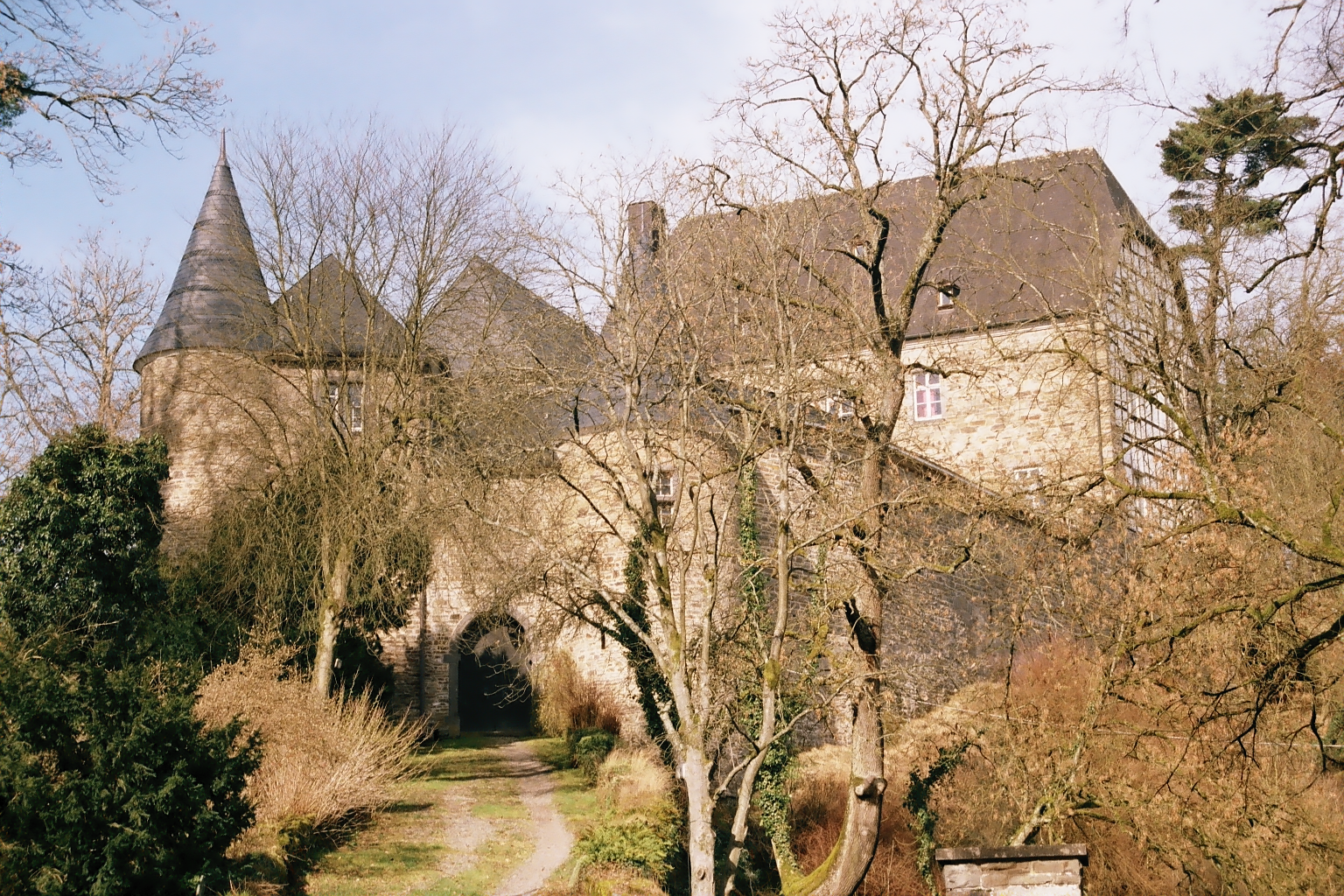
Аллея ведущая к воротам замка